# Eaton Industries
 (novembre 2024).
Si vous disposez d'ouvrages ou d'articles de référence ou si vous connaissez des sites web de qualité traitant du thème abordé ici, merci de compléter l'article en donnant les références utiles à sa vérifiabilité et en les liant à la section « Notes et références ».
 (novembre 2024).
La mise en forme du texte ne suit pas les recommandations de Wikipédia : il faut le « wikifier ».
Les points d'amélioration suivants sont les cas les plus fréquents. Le détail des points à revoir est peut-être précisé sur la page de discussion.
- Les titres sont pré-formatés par le logiciel. Ils ne sont ni en capitales, ni en gras.
- Le texte ne doit pas être écrit en capitales (les noms de famille non plus), ni en gras, ni en italique, ni en « petit »…
- Le gras n'est utilisé que pour surligner le titre de l'article dans l'introduction, une seule fois.
- L'italique est rarement utilisé : mots en langue étrangère, titres d'œuvres, noms de bateaux, etc.
- Les citations ne sont pas en italique mais en corps de texte normal. Elles sont entourées par des guillemets français : « et ».
- Les listes à puces sont à éviter, des paragraphes rédigés étant largement préférés. Les tableaux sont à réserver à la présentation de données structurées (résultats, etc.).
- Les appels de note de bas de page (petits chiffres en exposant, introduits par l'outil «  Source ») sont à placer entre la fin de phrase et le point final[comme ça].
- Les liens internes (vers d'autres articles de Wikipédia) sont à choisir avec parcimonie. Créez des liens vers des articles approfondissant le sujet. Les termes génériques sans rapport avec le sujet sont à éviter, ainsi que les répétitions de liens vers un même terme.
- Les liens externes sont à placer uniquement dans une section « Liens externes », à la fin de l'article. Ces liens sont à choisir avec parcimonie suivant les règles définies. Si un lien sert de source à l'article, son insertion dans le texte est à faire par les notes de bas de page.
- La présentation des références doit suivre les conventions bibliographiques. Il est recommandé d'utiliser les modèles {{Ouvrage}}, {{Chapitre}}, {{Article}}, {{Lien web}} et/ou {{Bibliographie}}. Le mode d'édition visuel peut mettre en forme automatiquement les références.
- Insérer une infobox (cadre d'informations à droite) n'est pas obligatoire pour parachever la mise en page.

Pour une aide détaillée, merci de consulter Aide:Wikification.
Si vous pensez que ces points ont été résolus, vous pouvez retirer ce bandeau et améliorer la mise en forme d'un autre article.
 (novembre 2024).
 (novembre 2024).
 (janvier 2020).
Eaton Industries GmbH (anciennement Moeller GmbH) est une entreprise de fabrication de composants électrotechniques pour la distribution d'énergie et l'automatisme, filiale allemande du groupe Eaton Corporation depuis 2007.
Le chiffre d'affaires de l'exercice 2007 est estimé à 1,02 milliard d'euros. 8 700 employés sont répartis sur 15 sites de productions et la société nationale existent dans 90 pays. Le siège de la société se trouve à Bonn.

## Historique
L'ingénieur Franz Klöckner fonde en 1899 à Cologne la société F. Klöckner, Ing., Spezialfabrik, Köln pour la fabrication de composants électriques Schaltapparaten.
En 1911, l'ingénieur Hein Moeller rejoint la société.
À partir de 1942 la compagnie porte le nom de Klöckner Moeller. Pendant la Seconde Guerre mondiale, les bâtiments de Cologne sont détruits, c'est pourquoi le siège social fut déplacé à Bonn.
En 1999, Klöckner-Moeller devient Moeller. Jusqu'en 2003 la société est restée une propriété familiale, puis un groupe d'investisseurs a repris toutes les actions de la société qui éprouvait des difficultés financières. Après un redressement réussi, la société de capital-investissement anglaise Dougthy Hanson & Co. a acquis en 2005 une participation majoritaire de 75 % dans le groupe Moeller.
Le 20 décembre 2007, le groupe Moeller annonce dans un communiqué de presse que le groupe américain Eaton Corporation a repris 100 % du groupe,,.
Depuis le 13 novembre 2007, Möller est sponsor du VFL Gummersbach et espère que cela augmentera la notoriété du club.

## Production
L'entreprise fabrique et commercialise des composants et des systèmes pour la coupure, la protection, la commande, la signalisation et le contrôle des machines et des processus de fabrication industrielles ainsi que les infrastructures de distribution d'énergie dans les bâtiments et les habitations. La production est divisée en cinq unités:
- Automatisme
- Commande et contrôle
- Départ moteur et variateur de vitesse
- Disjoncteur
- Automatisme de bâtiment

## Moeller automatisation des bâtiments
Moeller automatisation des bâtiments avec son centre de compétence en Autriche est spécialisé dans les produits de distribution d'énergie. Les principaux clients sont les entreprises de distribution d'énergie, de communications et d'automatisation du bâtiment basse tension. Leur gamme de produits couvre pour des tensions allant jusqu'à 400 V, les commutations de protection, les systèmes de distribution, le renforcement des systèmes d'automatisation (Par exemple : Xcomfort), ou les réseaux de données.
En 2005/2006, 4 030 personnes travaillaient chez Moeller automatisation des bâtiments.

### Histoire de l'automatisation du bâtiment
En 1944, Felten & Guilleaume Carlswerk (F & G) a délocalisé une partie de sa production dans une zone difficile à atteindre pour les bombardiers alliés. Une usine de production de bobines électriques a été construite à Kleedorf, près de Schrems, dans le district de Gmünd, en Autriche. Après la Seconde Guerre mondiale, le site a été transféré à Schrems. La production se concentrait sur les bobines de pupinisation.
Le laboratoire de développement pour les équipements de protection basse tension est ouvert en 1957 à Vienne. L'entreprise possède en 1970 une vingtaine de brevet. Le disjoncteur différentiel est inventé et amélioré sous la direction de Gottfried Biegelmeier. Le disjoncteur différentiel est aujourd'hui un élément important de la distribution d'électricité. Dans de nombreux pays l'installation de disjoncteur différentiels est aujourd'hui obligatoire dans la construction neuve, par exemple en Autriche depuis 1980.
D'autres sites de production pour l'automatisation des bâtiments ont été créés à partir de Schrems, notamment à Derio en 1957 (Espagne). (Espagne) et en 1994 dans la ville voisine de Suchdol nad Lužnicí (République tchèque). À la suite du rachat de F & G par le groupe allemand Moeller, cette partie a également rejoint le groupe Moeller en 1998.
Moeller Gebäudeautomation poursuit une stratégie d'expansion. À partir de 1990, l'entreprise a profité de l'ouverture de l'Europe de l'Est, s'est développée et a multiplié sa production par 15 jusqu'en 2006. Dans ce secteur d'activité, l'entreprise est le numéro deux sur le marché mondial dans le domaine des FI et le numéro trois dans celui des disjoncteurs.

### Groupes de produits
Le secteur d'activité se divise en cinq groupes de produits d'automatisation des bâtiments :
- Xpole : Appareils de protection, comme les disjoncteurs différentiels et les disjoncteurs de ligne.
- Xpatch : technique de réseau, tous les produits étant compatibles entre eux.
- Xenergy : assortiment pour la plage de haute intensité jusqu'à 6 300 ampères
- Xboard : assortiment de distributeurs d'énergie dans le domaine de la technique des boîtiers
- Xcomfort : produits d'immotique pour la communication, la commande et la régulation sans fil ou câblée de l'installation du bâtiment.

## Source
- (de) Cet article est partiellement ou en totalité issu de l’article de Wikipédia en allemand intitulé « Moeller GmbH » (voir la liste des auteurs).

## Liens
- Webpräsenz der Moeller Firmengruppe